# ベスト・デュエット〜タスキーギ
『ベスト・デュエット〜タスキーギ』（原題：Tuskegee）は、アメリカ合衆国のR&B歌手ライオネル・リッチーが2012年に発表したアルバム。リッチーが過去に発表したオリジナル曲を、カントリー・アレンジでリメイクし、カントリー界のゲスト・ミュージシャン達とデュエットした内容である。

## 背景
アルバム・タイトルはリッチーの故郷であるアラバマ州タスキーギにちなんでおり、リッチーは2012年のインタビューにおいて「昔のアラバマ州では、カントリー・ミュージックこそがポップ・ミュージックだったんだよ」と語っている。なお、リッチーは以前の活動においてもカントリーとの接点があり、「レイディ」は元々ケニー・ロジャースに提供された曲で、本作のリメイク・ヴァージョンでもロジャースが本人参加した。また、「ディープ・リヴァー・ウーマン」のオリジナル・ヴァージョンにはアラバマがゲスト参加したが、本作ではリトル・ビッグ・タウンと共演した。
日本盤CDでは「エンドレス・ラヴ」のデュエット・パートナーがCrystal Kayに変更されており、ボーカルは別録りだが、ミュージック・ビデオはリッチーの自宅で一緒に撮影された。リッチーはCrystal Kayの歌唱に関して「彼女たち（ダイアナ・ロス、シャナイア・トゥエイン）のコピーではなく、自分自身で臨んでくれたんだ」と称賛している。

## 反響
母国アメリカでは発売初週に約19万9千枚を売り上げ、リッチーのアルバムのうち1991年（サウンドスキャンの集計が開始された年）以降の作品としては最大の初週売り上げを記録したが、総合アルバム・チャートのBillboard 200における初動順位は、マドンナの『MDNA』に敗れて2位となった。しかし、最終的にはBillboard 200で2週にわたり1位に達して、リッチーにとって『セイ・ユー、セイ・ミー』（1986年）以来26年ぶりの全米1位獲得アルバムとなった。また、『ビルボード』のカントリー・アルバム・チャートでも1位を獲得した。本作からのシングル「ディープ・リヴァー・ウーマン」は、『ビルボード』のカントリー・ソング・チャートで60位を記録した。
デンマークでは、本作からの先行シングル「セイ・ユー、セイ・ミー」（ラスマス・シーバックとのデュエット・ヴァージョン）がシングル・チャートで3位に達し、本作は2016年3月16日付のアルバム・チャートで初登場6位となって、翌週には2位を記録した。
全英アルバムチャートでは7位に達し、自身11作目の全英トップ10アルバム（ベスト・アルバムも含む）となった。スウェーデンのアルバム・チャートでは10位に達し、『トゥルーリー』（1998年）以来14年ぶりに、同国におけるトップ10入りを果たした。

## 評価
Stephen Thomas Erlewineはオールミュージックにおいて5点満点中3点を付け「どれほどフィドルやスティール・ギターが追加されていても（決して過剰には追加されていないが）、各曲とも原型を認識できないほど大きく変化したわけではなく、メロディは常に堂々と突出しており、土臭さは微塵たりとも感じられない」と評している。Mikael Woodは『エンターテインメント・ウィークリー』誌のレビューでAマイナスを付け、「スタック・オン・ユー」におけるダリアス・ラッカーとのデュエットと、「ディープ・リヴァー・ウーマン」におけるハーモニーを聴き所として挙げた。また、Rob Tannenbaumは2012年3月27日付の『ローリング・ストーン』誌のレビューで5点満点中3点を付け「ナッシュビルのカラオケ・バーに入ったら、ライオネル・リッチーが彼の柔和なR&Bヒットを、大勢のカントリー系のスター達と一緒に歌っている、そんな光景を想像してほしい。なんと素晴らしい休日か!」と評している。

## 収録曲
特記なき楽曲はライオネル・リッチー作。

### アメリカ盤
1. "You Are" (Lionel Richie, Brenda Harvey Richie)
  - with ブレイク・シェルトン
2. "Say You, Say Me"
  - with ジェイソン・アルディーン
3. "Stuck on You"
  - with ダリアス・ラッカー（英語版）
4. "Deep River Woman"
  - with リトル・ビッグ・タウン
5. "My Love"
  - with ケニー・チェズニー
6. "Dancing on the Ceiling" (L. Richie, Carlos Rios, Michael Frenchik)
  - with ラスカル・フラッツ
7. "Hello"
  - with ジェニファー・ネトルズ
8. "Sail On"
  - with ティム・マグロウ
9. "Endless Love"
  - with シャナイア・トゥエイン
10. "Just for You" (L. Richie, Paul Barry, Mark Taylor)
  - with ビリー・カリントン（英語版）
11. "Lady"
  - with ケニー・ロジャース
12. "Easy"
  - with ウィリー・ネルソン
13. "All Night Long"
  - with ジミー・バフェット&コーラル・リーファー・バンド（英語版）

### 日本盤
1. ユー・アー "You Are" (L. Richie, B. Richie) – 5:00
  - with ブレイク・シェルトン
2. セイ・ユー、セイ・ミー "Say You, Say Me" – 5:09
  - with ラスマス・シーバック（英語版）
3. スタック・オン・ユー "Stuck on You" – 3:21
  - with ダリアス・ラッカー
4. ディープ・リヴァー・ウーマン "Deep River Woman" – 4:09
  - with リトル・ビッグ・タウン
5. マイ・ラヴ "My Love" – 5:33
  - with ケニー・チェズニー
6. ダンシング・オン・ザ・シーリング "Dancing on the Ceiling" (L. Richie, C. Rios, M. Frenchik) – 4:20
  - with ラスカル・フラッツ
7. ハロー "Hello" – 4:30
  - with ジェニファー・ネトルズ
8. セイル・オン "Sail On" – 5:05
  - with ジル・ジョンソン（英語版）
9. エンドレス・ラヴ "Endless Love" – 4:20
  - with Crystal Kay
10. ジャスト・フォー・ユー "Just for You" (L. Richie, P. Barry, M. Taylor) – 4:11
  - with ビリー・カリントン
11. レイディ "Lady" – 4:09
  - with ケニー・ロジャース
12. イージー "Easy" – 4:30
  - with ウィリー・ネルソン
13. オール・ナイト・ロング "All Night Long" – 4:57
  - with ジミー・バフェット&コーラル・リーファー・バンド
14. エンジェル "Angel" (L. Richie, P. Barry, M. Taylor) – 3:59
  - with ピクシー・ロット
15. エンドレス・ラヴ（リミックス） "Endless Love (Remix)" – 3:37
  - with Crystal Kay

## 参加ミュージシャン
フィーチャリング・ゲストに関しては上記「収録曲」参照。
- ライオネル・リッチー - ボーカル、キーボード、バックグラウンド・ボーカル
- ゴードン・モート - キーボード、ピアノ
- ジョン・ジャーヴィス - キーボード
- マイケル・アトリー - キーボード
- スティーヴ・ネイサン - キーボード
- チャーリー・ジャッジ - キーボード、スティール・ギター
- ランディ・マコーミック - ハモンドオルガン
- ジョン・ホブス - ピアノ
- ティム・ラウアー - ピアノ、ハモンドオルガン
- ブッチ・カー - シンセサイザー
- Ilya Toshinsky - ギター、バンジョー
- ケニー・グリーンバーグ - ギター
- マック・マカナリー - ギター、バックグラウンド・ボーカル
- ピーター・メイヤー - ギター、バックグラウンド・ボーカル
- トム・ブコヴァック - ギター
- ジョン・ウィリス - ギター
- ジョン・ジョーゲンソン - ギター
- パット・ブキャナン - ギター
- ダン・ハフ - ギター
- ブライアン・サットン - ギター、マンドリン
- ジェリー・マクファーソン - ギター
- ダン・ダグモア - スティール・ギター
- ドイル・グリシャム - スティール・ギター
- ポール・フランクリン - スティール・ギター
- ジム・メイヤー - ベース、バックグラウンド・ボーカル
- ジミー・リー・スロアス - ベース
- マイケル・ローズ - ベース
- ラリー・パクストン - ベース
- ティム・マークス - ベース
- チャド・クロムウェル（英語版） - ドラムス
- ロジャー・グース - ドラムス
- ポール・レイム - ドラムス
- クリス・マクヒュー - ドラムス
- Nik Buda - ドラムス
- ネイサン・チャップマン - キーボード、ウクレレ、ギター、ベース、ドラムス、プログラミング
- ラルフ・マクドナルド - パーカッション
- ロバート・グリニッジ（英語版） - スティール・ドラム
- ミッキー・ラファエル（英語版） - ハーモニカ
- Jonathan Yudkin - フィドル
- ジョン・ラヴェル - トランペット
- ジム・ホーン（英語版） - サクソフォーン
- クリス・ロドリゲス - バックグラウンド・ボーカル
- キム・キーズ - バックグラウンド・ボーカル
- Nadirah Shakoor - バックグラウンド・ボーカル
- ペリー・コールマン - バックグラウンド・ボーカル
- ティナ・ガリクソン - バックグラウンド・ボーカル
- クリス・カーマイケル - ストリングス・アレンジ